# Tim Pool
Timothy Daniel Pool, född 9 mars 1986, är en amerikansk podcast-värd från Chicago i Illinois.

## Biografi
Tim Pool växte upp i området South Side i Chicago i en familj tillhörande den lägre medelklassen. Han hoppade av high school i 14-årsåldern och utbildade sig istället hemmavid. Han har tyskt, irländskt, koreanskt och osagiskt påbrå.
Tim Pool gjorde sig först ett namn i sitt hemland USA när han under "Ockupera Wall Street" i New York år 2011 använde sig av en modern mobil teknik som sändes direkt via internet. Han har tidigare även arbetat för bland annat Vice Media och Fusion TV och rapporterat från oroshärdar i Venezuela, Egypten, Thailand och Ukraina, samt från oroligheter i Milwaukee, Baltimore och i Ferguson, Missouri. Idag är han till största del aktiv på sin Youtube-kanal.

### Sverigebesök 2017
För Sveriges del är Tim Pool mest känd för en reportageresa han gjorde i landet i februari och mars 2017, efter att USA:s president Donald Trump gjort ett kontroversiellt uttalande om Sverige i februari 2017.
Under sin vistelse i Sverige intervjuade Pool bland annat den miljöpartistiske Malmöpolitikern Nils Karlsson, den socialdemokratiske Södertäljepolitikern Boel Godner, journalisten Ivar Arpi samt den tidigare polisen Mustafa Panshiri. Han besökte även Malmöstadsdelen Rosengård och Stockholmsförorten Rinkeby varifrån han videorapporterade på sin YouTube-kanal.
Tim Pools besök i Sverige möttes av tudelade röster från den svenska journalistkåren. Erik Helmerson på Dagens Nyheter menade att Tim Pool med sin journalistik "satte fingret på något ruttet i samhället", medan den tidigare Sveriges Radio-medarbetaren Ann Törnkvist hävdade att Tim Pools så kallade "fallskärmsjournalistik" (ett begrepp som används för att beskriva en journalist som gör ett nedhopp på en plats journalisten i fråga har begränsad kunskap om) var ett "demokratiskt problem".
2024 uppdagades att Tim Pool genom Youtube-kanalen Tenet Media mottagit 400.000 dollar i månaden från RT och försetts med Kremlvänliga nyheter att vidarebefordra till sin tittarkrets.